# Astra 1N
O Astra 1N é um satélite de comunicação geoestacionário europeu construído pela Astrium, ele está localizado na posição orbital de 19,2 graus de longitude leste e é operado pela SES Astra, divisão da SES. O satélite foi baseado na plataforma Eurostar-3000 e sua expectativa de vida útil é de 15 anos.

## História
A SES Astra, uma empresa SES, anunciou em julho de 2008, que atribuiu à construção de um novo satélite, o Astra 1N, a Astrium um fabricante europeu de satélite.  Ele serve principalmente aos mercados alemão, francês e espanhol, e oferece aos clientes de funcionamento contínuo e back-up, capacidade de satélite neste local chave. O Astra 1N tem 55 transponders com cobertura pan-europeia, e vai operar na faixa de frequência em banda Ku. Sua vida útil esperada é de 15 anos.
O Astra 1N foi construído com base na plataforma Eurostar-3000, a mais recente versão da série Eurostar da Astrium que provou ser altamente confiável em serviço comercial.

## Lançamento
O satélite foi lançado com sucesso ao espaço no dia 6 de agosto de 2011, às 16:25 UTC, por meio de um veículo Ariane-5ECA, que foi lançado a partir do Centro Espacial de Kourou na Guiana Francesa, juntamente com o satélite JCSAT-110R. Ele tinha uma massa de lançamento de 5.350 kg.

## Capacidade e cobertura
O Astra 1N é equipado com 55 transponders em banda Ku ativos para fornecer televisão digital direta-to-home de alta definição para a Europa.